# Panama na Mistrzostwach Świata w Lekkoatletyce 2017
Panama na Mistrzostwach Świata w Lekkoatletyce 2017 – reprezentacja Panamy podczas Mistrzostw Świata w Londynie liczyła 3 zawodników, którzy nie zdobyli żadnego medalu.

## Rezultaty
Mężczyźni
| Zawodnik           | Konkurencja        | Eliminacje | Eliminacje | Półfinał | Półfinał | Finał    | Finał   |
| Zawodnik           | Konkurencja        | Rezultat   | Pozycja    | Rezultat | Pozycja  | Rezultat | Pozycja |
| ------------------ | ------------------ | ---------- | ---------- | -------- | -------- | -------- | ------- |
| Alonso Edward      | Bieg na 200 metrów | 20,61      | 28.        | NQ       | NQ       | NQ       | NQ      |
| Jorge Castelblanco | maraton            | —          | —          | —        | —        | DNF      | DNF     |

Kobiety
| Zawodniczka     | Konkurencja                | Eliminacje | Eliminacje | Półfinał | Półfinał | Finał    | Finał   |
| Zawodniczka     | Konkurencja                | Rezultat   | Pozycja    | Rezultat | Pozycja  | Rezultat | Pozycja |
| --------------- | -------------------------- | ---------- | ---------- | -------- | -------- | -------- | ------- |
| Gianna Woodruff | Bieg na 400 m przez płotki | 56,50      | 21. Q      | 57,32    | 22.      | NQ       | NQ      |